# Жодна віднині
Жодна віднині (ісп. Ni una más) — іспанський молодіжний драматичний міні-серіал 2024 року, знятий Мартою Фонт, Едуардом Кортесом і Давідом Уллоа для Netflix, заснований на однойменному романі Мігеля Саеса Карраля.

## Сюжет
За кілька днів до випускних іспитів для другого курсу середньої школи Алма, 17-річний підліток, конфліктна, погана учениця та з низькою самооцінкою, розстеляє білу тканину перед фасадом своєї школи. де вона напередодні ввечері великими червоними літерами написала: «Будьте обережні. Там ховається ґвалтівник». Як і коли сталася ця агресія? Хто цей агресор? Хто жертва? Те, що засуджує Алма, правда чи це брехня? Щоб знайти відповіді на ці питання, вам доведеться подорожувати на п'ять місяців назад у часі. Ось тут і починається ця історія.

## Акторський склад

### Головні
| Актор           | Роль  |
| --------------- | ----- |
| Ніколь Воллес   | Альма |
| Клара Галле     | Грета |
| Айша Вільяверде | Ната  |
| Тереза де Мера  | Берта |

### Другорядні
| Актор              | Роль              |
| ------------------ | ----------------- |
| Габріель Гевара    | Альберто          |
| Хосе Пастор        | Давід             |
| Даніель де Лоренцо | Ернан             |
| Рут Діас           | Вероніка, «Веро»  |
| Елой Асорін        | Пабло             |
| Сара Ріверо        | Мер               |
| Іван Массаге       | Хуан Лопес Санчес |

## Епізоди
| № серії | Назва серії              | Режисер(и)    | Сценарист(и)        | Оригінальна дата виходу |
| ------- | ------------------------ | ------------- | ------------------- | ----------------------- |
| 1       | «Пілотний епізод»        | Едуард Кортес | Мігель Саес Карраль | 31 травня 2024          |
| 2       | «Початок»                | Едуард Кортес | Мігель Саес Карраль | 31 травня 2024          |
| 3       | «Я вірю тобі, сестро»    | Давід Уллоа   | Іса Санчес          | 31 травня 2024          |
| 4       | «Люди — виродки»         | Давід Уллоа   | Мігель Саес Карраль | 31 травня 2024          |
| 5       | «8М»                     | Марта Фонт    | Іса Санчес          | 31 травня 2024          |
| 6       | «Берта»                  | Марта Фонт    | Мігель Саес Карраль | 31 травня 2024          |
| 7       | «Як піймати ґвалтівника» | Едуард Кортес | Іса Санчес          | 31 травня 2024          |
| 8       | «Кров або сльози»        | Едуард Кортес | Мігель Саес Карраль | 31 травня 2024          |

## Виробництво
22 вересня 2022 року, Netflix оголосив про новий проект Жодна віднині (ісп. Ni una más), підліткову драму за мотивами роману Мігеля Саеса Карраля з Ніколь Воллес (Альма) і Кларою Галле (Грета) у головних ролях, створеної DLO Producciones. Зйомки почалися в жовтні й тривали кілька тижнів у різних місцях Мадрида.